# Strongylodon macrobotrys
Strongylodon macrobotrys — вид квіткових рослин родини Бобові (Fabaceae).

## Назва
Рослина відома під назвою «нефритова лоза» або «стронгілодон великокитицевий». В англійській мові побутують назви Jade Vine та Green Jade Flower.

## Поширення
У природі зустрічається в тропіках Філіппін.

## Опис
Strongylodon macrobotrys являє собою вічнозелену ліану, що цвіте навесні до початку літа. Квітки рослини володіють вишуканим бірюзовим забарвленням. Квітки, що досягають 12 см у довжину, зібрані у висячі китиці, довжина яких сягає 90 см (за деякими даними до 150 см). У кожній китиці налічується близько 100 квіток.
Особливість Strongylodon macrobotrys полягає не тільки в незвичайному забарвленні квіток, але і в тому, що квітки мають властивість світитися в нічний час. Світіння квіток залучає кажанів, які запилюють рослину взамін на квітковий нектар. Після відцвітання квітка утворює коробочки довжиною близько 15 см, всередині яких знаходиться до 12 насінин. Насіння дуже погано зберігається і швидко втрачає схожість. Однак деяким любителям екзотичних рослин вдається виростити рослину.
Strongylodon macrobotrys вирощують у багатьох ботанічних садах, тоді як в природних умовах в результаті поступового знищення лісів рослина знаходиться під загрозою зникнення.